# Guess Who?

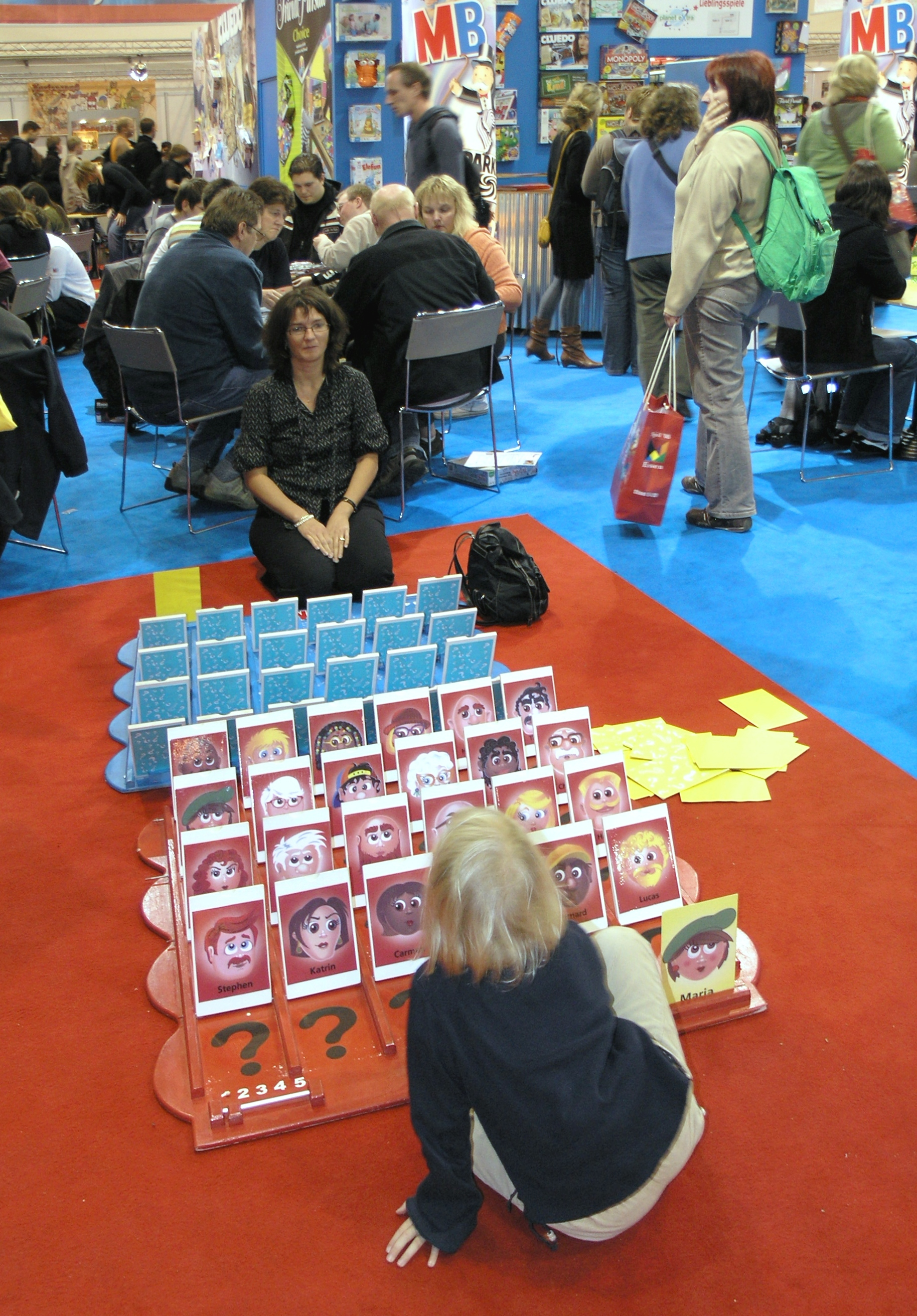
Guess Who?를 하는 여성들

Guess Who?는 2인용 보드 게임이다. 24명 중 각자 한명을 고른 후, 서로 번갈아가며 질문을 하며 그 고른 사람을 맞추는 게임이다. 대답은 예, 아니오로만 할 수 있다.